# Francesco di Simone Ferrucci

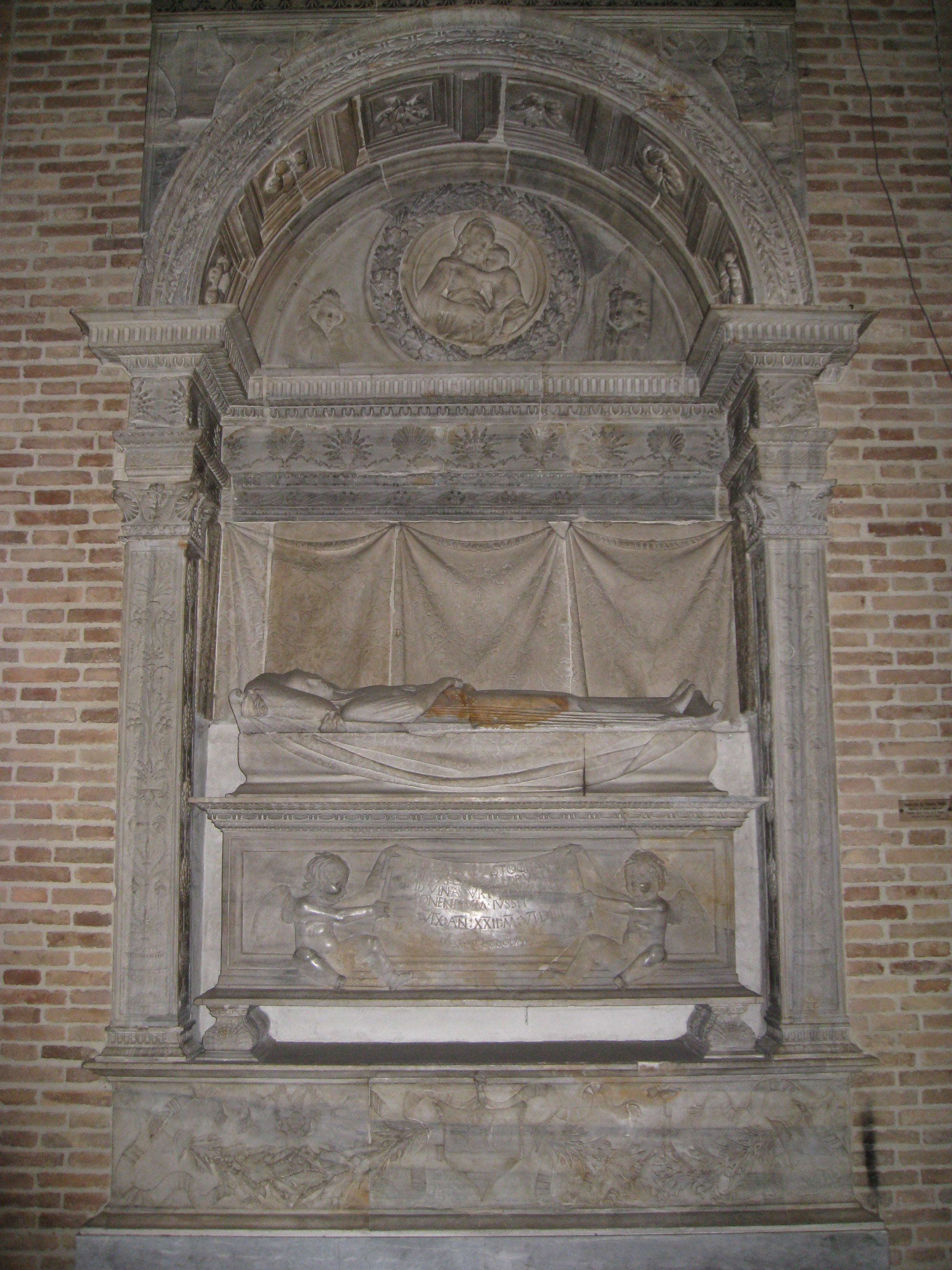
Sepolcro di Barbara Manfredi, oggi nell'abbazia di San Mercuriale, a Forlì

Francesco di Simone Ferrucci (Fiesole, 1437 – Firenze, 24 marzo 1493) è stato uno scultore italiano, influenzato da Andrea del Verrocchio e da Desiderio da Settignano, pertanto, in taluni aspetti, simile al contemporaneo e concittadino Mino da Fiesole.

## Biografia
Appartenente ad una famiglia di scalpellini fiesolani. Fin dal 1461 fu a Bologna, impegnato, con ruolo secondario, nel cantiere di san Petronio. Ritornato a Firenze lavorò alla Badia fiesolana per decori architettonici. Nel 1467 lo troviamo a Forlì per il Sepolcro di Barbara Manfredi, moglie del signore della città, Pino III Ordelaffi. La successiva carriera fu quasi quella di un maestro itinerante, attivo a Firenze, ma con numerose committenze anche dalla Romagna, Umbria e Marche, dove si trovano numerose opere.
Lasciò 3 figli maschi, tutti scultori, tra i quali Sebastiano che scolpì il monumento di Pio III in S. Pietro in Vaticano. Alla sua morte fu sepolto nella chiesa di San Pier Maggiore a Firenze.

## Opere (elenco parziale)

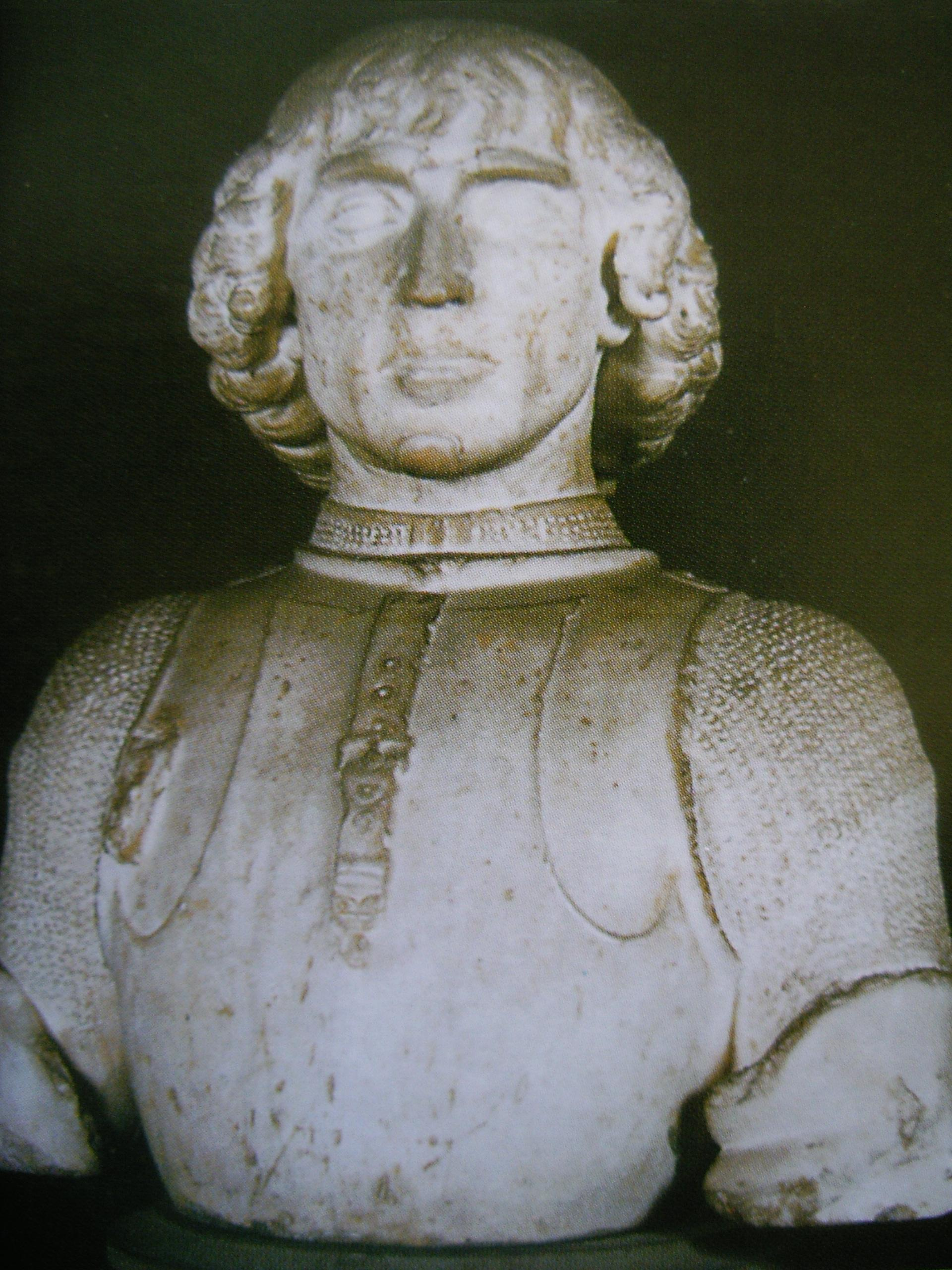
Pino III Ordelaffi, Pinacoteca civica di Forlì

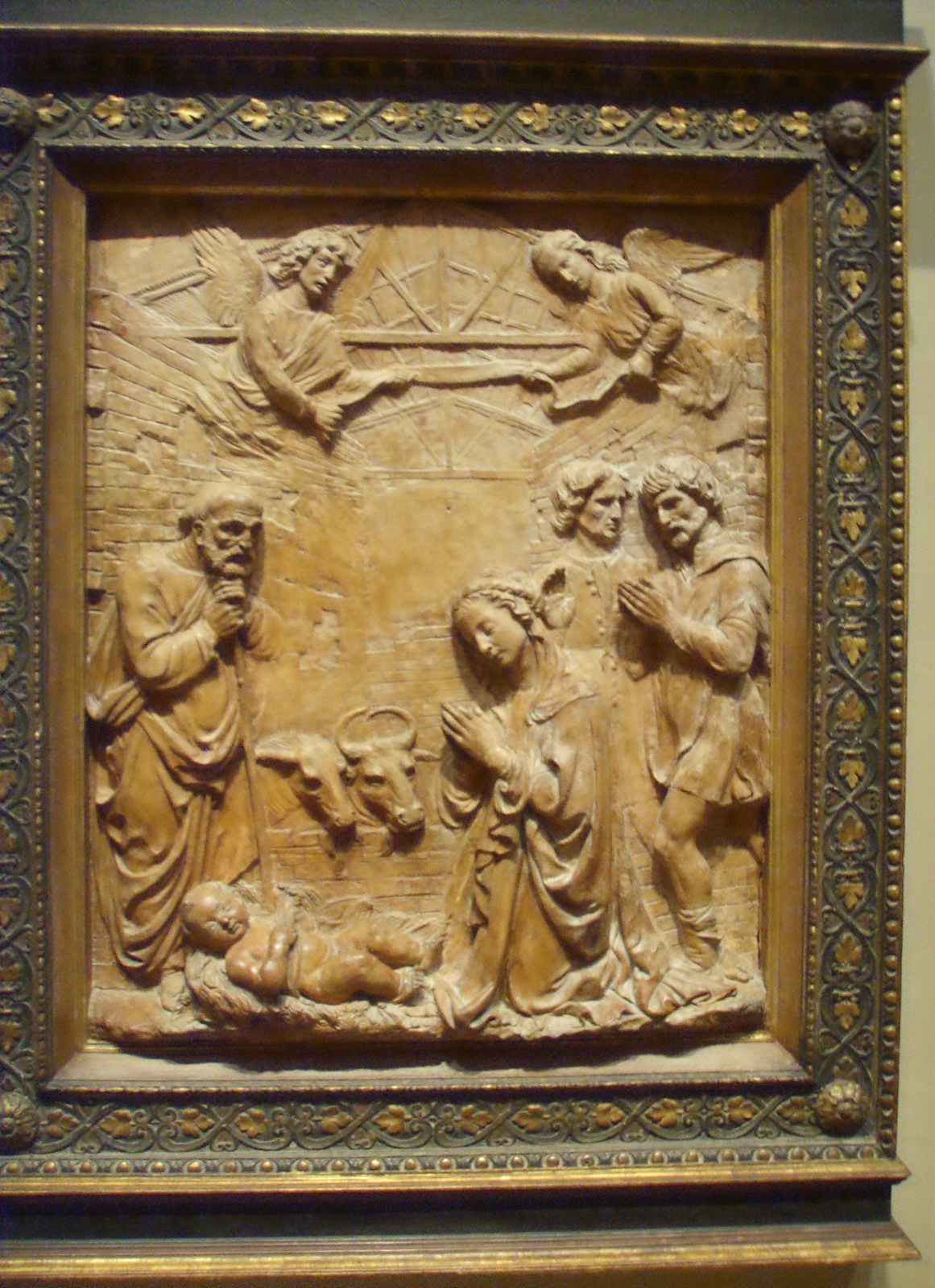
Adorazione dei Pastori, National Gallery of Art, Washington

- Sepolcro di Barbara Manfredi (1466), conservato nell'abbazia di San Mercuriale, a Forlì
- Busto di Pino III degli Ordelaffi, signore di Forlì nel XV secolo, conservato nella Pinacoteca civica di Forlì
- Sepolcro Tartagni, nella Chiesa di San Domenico, a Bologna
- Madonna col Bambino, conservato nel Museo nazionale del Bargello, a Firenze
- Fonte Battesimale, conservato nella Pieve di Santa Maria a Peretola (1446)
- Madonna col Bambino e angeli, del 1475 circa, conservato al Fogg Art Museum, di Harvard.